# Agustín Zaragoza
Agustín Zaragoza Reyna (San Luis Potosí, San Luis Potosí 18 de agosto de 1941) es un boxeador mexicano, ganador de la medalla de bronce en los Juegos Olímpicos de México 1968.
Agustín Zaragoza regresó. Peleó por su lugar en los siguientes Juegos Olímpicos, pero fue relegado y en su lugar enviaron a un peleador que cayó en el primer combate. Se retiraría en 1975. Nunca se hizo profesional, pero es entrenador de boxeo en la alberca olímpica y después réferi internacional.